# الکتروکاردیوگرام دینامیک

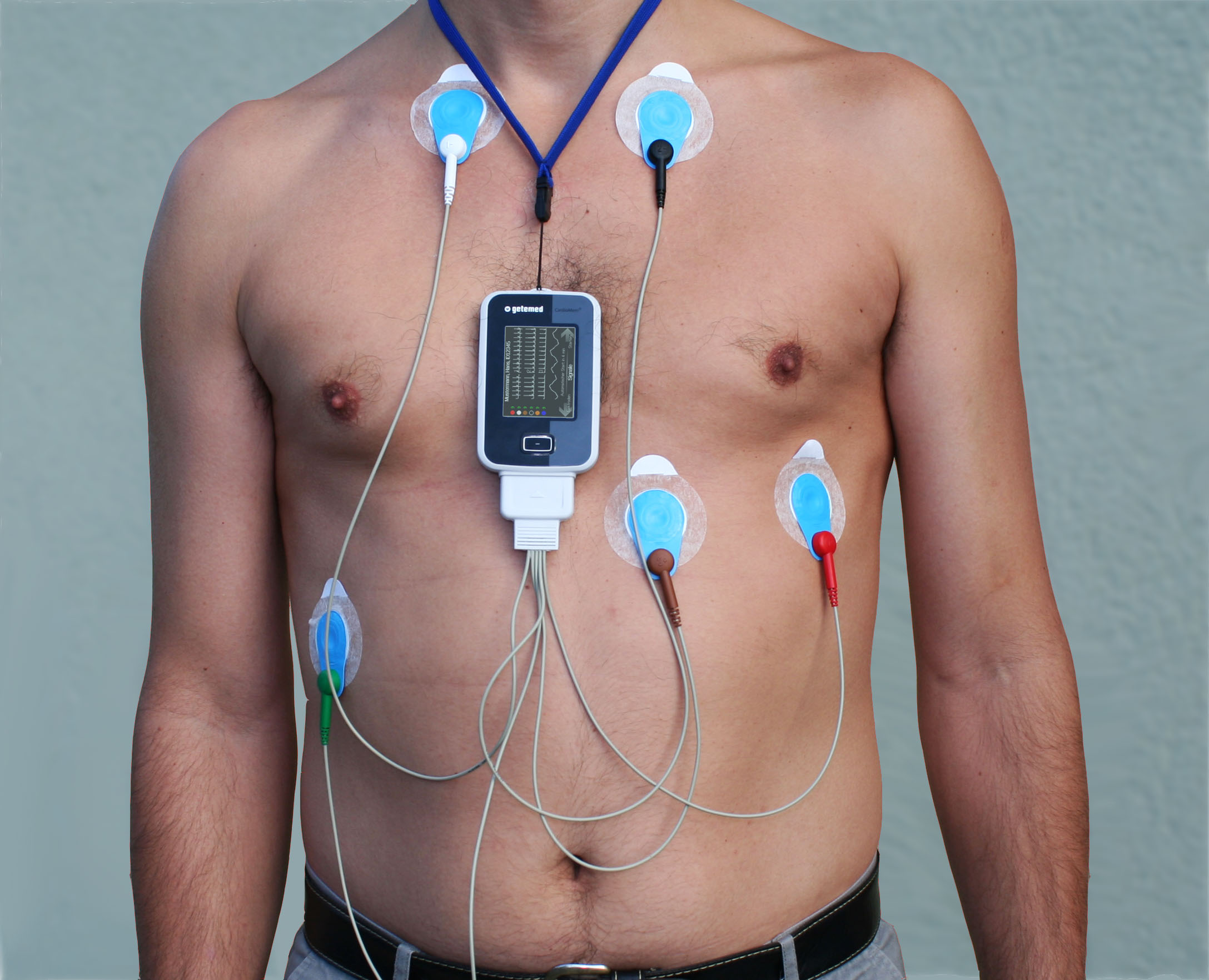
ای‌کی‌جی هولتر

الکتروکاردیوگرام دینامیک یا هولتر در پزشکی به روشی تشخیصی برای پایش و مانیتورینگ فعالیت قلب در تشخیص بی‌نظمی‌های تپش در قلب برای یک دوره زمانی بلندمدت از ۲۴ تا ۴۸ ساعت گفته می‌شود که به افتخار مخترع آن نورمن هولتر به این نام شناخته می‌شود.

## روش کار
هولتر شامل دو بخش جداگانه مانیتورینگ رجیستراتور و اسکنر است. پایشگر (مانیتورینگ)های اولیه توسط تعدادی سیم به الکترودهای چسبی روی سینه بیمار وصل می‌شدند، انواع جدیدتر پایشگر به شکل یک الکترود چسبی (دو یا چند کاناله)، یک بار مصرف و فاقد سیم اضافی می‌باشند. دستگاه می‌تواند نوار قلب بیمار را برای مدت ۲۴ ساعت (در نمونه‌های جدید گاهی تا دو هفته) ضبط کند. پس از این زمان بیمار نزد پزشک بازگشته و دستگاه ثبت هولتر را به اسکنر مربوط به آن متصل می‌کنند تا اطلاعات ثبت شده در هولتر را آنالیز و قسمت‌های مهم آن روی نوار قلب ثبت می‌شود و بدین ترتیب، پزشک می‌تواند فعالیت قلب را در یک دوره زمانی بسیار طولانی‌تر از یک نوار قلب ساده کنترل نماید.

## تفسیر اطلاعات
به دلیل حجم بالای اطلاعات هولتر و به منظور پرهیز از اتلاف وقت پزشک لازم است که اطلاعات ضبط شده توسط یک مفسر حرفه ای بررسی شده و آریتمی‌ها استخراج و در قالب یک گزارش به پزشک ارائه شود.
یکی از زمینه‌های کاربرد هوش مصنوعی در پزشکی، تفسیر اطلاعات یا تسهیل فرایند تفسیر اطلاعات ضبط شده توسط مانیتورینگ می‌باشد.

## کاربرد
نوار قلب معمولی تنها قادر به ثبت وضعیت آنی بیمار است درحالی‌که گاهی انواع آریتمی در زمانی بیمار را آزار می‌دهد که در حال انجام کارهای روزانه است یا شب‌هنگام و زمانی که خواب است. مانیتورینگ هولتر این امکان را به پزشک می‌دهد که بتواند روند فعالیت قلبی بیمار را در یک دوره زمانی مشخص در دسترس داشته باشد. تشخیص انواع آریتمی حاد و فلوتر دهلیزی و دیس‌ریتمی لحظه‌ای توسط این روش امکان‌پذیر می‌گردد.

## نگارخانه

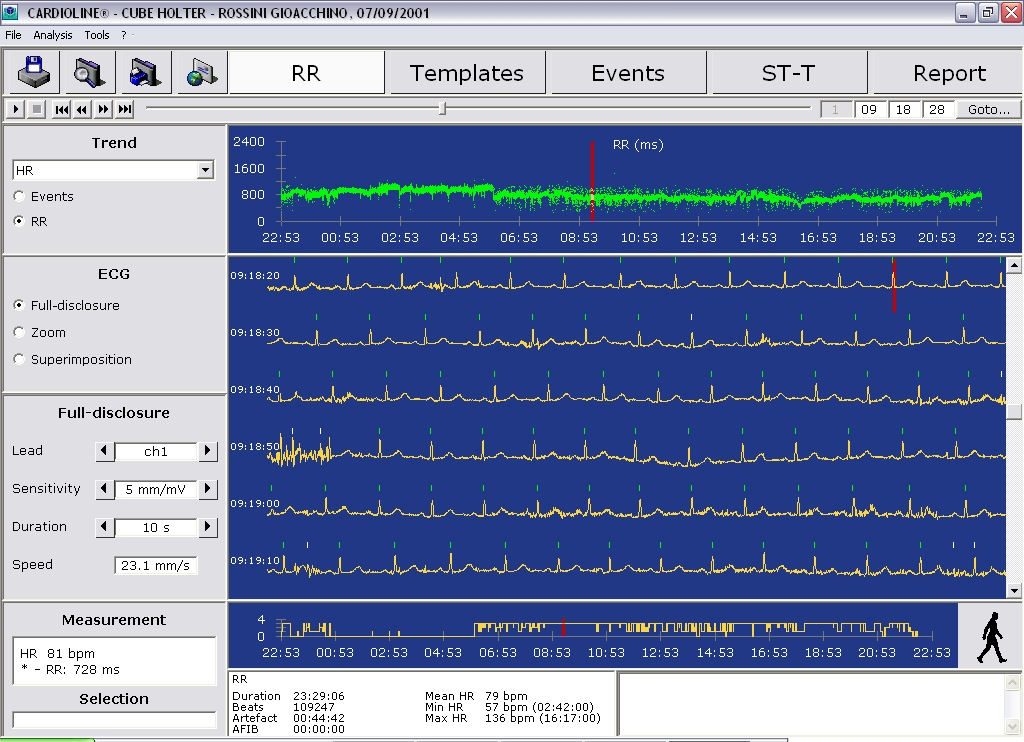